# Melieria sabuleti
Melieria sabuleti är en tvåvingeart som beskrevs av Steyskal 1962. Melieria sabuleti ingår i släktet Melieria och familjen fläckflugor.
Artens utbredningsområde är Michigan. Inga underarter finns listade i Catalogue of Life.